# Wehrmachtslokomotive WR 550 D 14
Die Wehrmachtsdiesellokomotiven des Typs WR 550 D 14 waren Rangierlokomotiven mit hydraulischer Kraftübertragung.

## Geschichte
Die vierachsigen Diesellokomotiven mit etwa 550 PS Leistung und einer Achslast von 14 t waren die leistungsfähigsten aus dem Programm der Rangierlokomotiven für die Wehrmacht. Allerdings wurden wegen der Entwicklung des Zweiten Weltkrieges nur drei Baumusterlokomotiven fertiggestellt, jeweils eine von den Herstellern BMAG, Deutz und O&K. Die Deutz-Maschine hatte einen Achtzylinder-Motor, die anderen beiden einen mit sechs Zylindern. Die Flüssigkeitsgetriebe der Lokomotiven stammten von Voith.

### Nr. 11118
Die erste der drei Lokomotiven war die von der BMAG gebaute Nr. 11118. Das Fahrzeug wurde im Oktober 1941 ausgeliefert und ging für Umbauarbeiten zurück an den Hersteller. Im April 1942 wurde sie erneut in Betrieb genommen und im September nach Tobruk in Libyen überführt. Schon zwei Monate später wurde sie von britischen Truppen erbeutet und 1943 nach Palästina umgesetzt, wo sie auf der Strecke Haifa–Beirut–Tripoli eingesetzt wurde. 1944 wurde sie mit der Nummer WD 70246 in den Bestand des britischen Kriegsministeriums übernommen.
1946 wurde die Lokomotive in Haifa abgestellt und 1958 verschrottet.

### Nr. 27307
Auch die von Deutz gebaute und im Mai 1942 ausgelieferte Lok Nr. 27307 ging im September 1942 nach Nordafrika. Im Oktober brannte sie nach einem Luftangriff vollständig aus und fiel wenig später in die Hände der britischen Truppen. Ihr weiterer Verbleib ist unklar; wahrscheinlich wurde sie kurz nach dem Krieg verschrottet.

### Nr. 21304

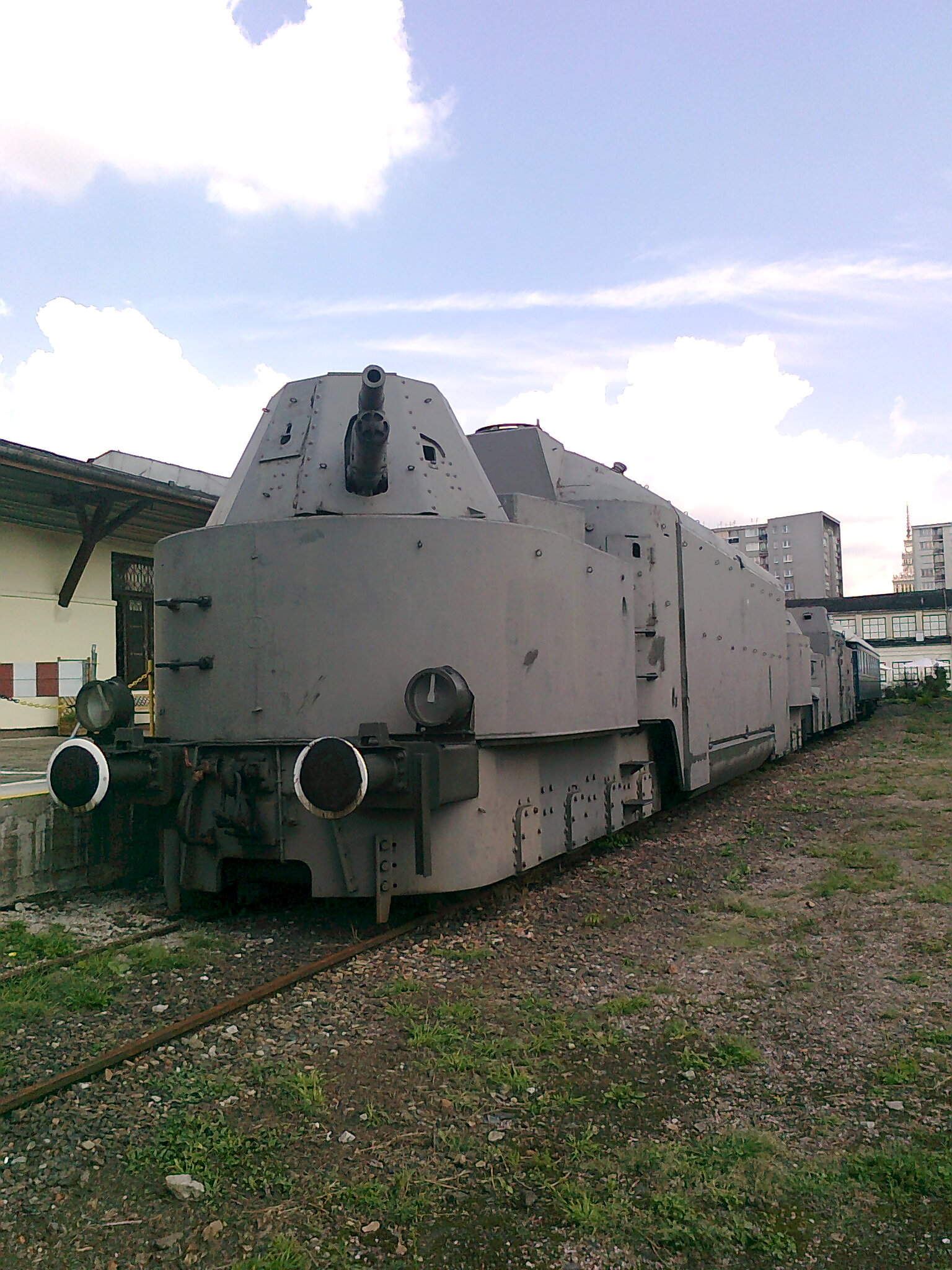
Heutiger Zustand des Panzerfahrzeuges

Die von O&K gebaute Lok Nr. 21304 wurde im Juli 1942 ausgeliefert und 1943 bei BMAG in einen Panzertriebwagen (Panzer-Triebwagen 16) umgebaut. Dabei wurde auf beiden Seiten der Lokomotive ein vierachsiges Laufwerk mit je einem Geschütz angebaut.
Im Mai 1945 wurde der Panzertriebwagen von der polnischen Armee erbeutet. Das Fahrzeug überstand den Krieg und wurde letztmals bei Aufständen in den Jahren 1947 und 1948 eingesetzt. 1950 wurde es nach einer Instandsetzung mit der Nummer 870027 in den Bestand der PKP eingereiht.
Seit 1974 wird der Panzertriebwagen in Warschau museal erhalten.

## Konstruktive Merkmale
Wie bei der zweiachsigen WR 200 B 14 und der dreiachsigen WR 360 C 14 befand sich das Führerhaus an einem Ende der Lokomotive, und der Vorbau war fast ebenso hoch wie dieses.
Der Dieselmotor trieb über ein nachgeschaltetes Wendegetriebe und eine unter dem Führerhaus angeordnete Blindwelle über eine Treibstange die dritte Achse an. Die Kraftübertragung auf die anderen Achsen erfolgte mittels Kuppelstangen.
Zwei Einzellokomotiven der WR-Familie konnten mit den Führerständen, auch typgemischt, aneinandergekuppelt und als Doppellokomotive eingesetzt werden. Die Steuerung erfolgte von einem Führerstand aus, dabei waren die Steuerräder durch Rollenketten und eine Kardanwelle unter dem Pufferträger verbunden.